# Alfons Sánchez
Alfons Sánchez, född 27 juli 1974 i Andorra la Vella, är en andorransk före detta fotbollsmålvakt.
Sánchez representerade Andorra i sex A-landskamper. Han agerade målvakt i Andorras första landskamp någonsin, mot Estland 1996. Han släppte in sex mål och Estland vann matchen med 6–1.
Hans sista landslagsframträdande var 2004 mot Spanien.